# Aitrach (gmina)
Aitrach – miejscowość i gmina w Niemczech, w kraju związkowym Badenia-Wirtembergia, w rejencji Tybinga, w regionie Bodensee-Oberschwaben, w powiecie Ravensburg, wchodzi w skład wspólnoty administracyjnej Leutkirch im Allgäu. leży w regionie Allgäu u ujścia rzeki Aitrach do Iller.